# Греко-римская борьба на летних Олимпийских играх 1912 — до 67,5 кг
Соревнования по греко-римской борьбе в рамках Олимпийских игр 1912 года в лёгком весе (до 67,5 килограммов) прошли в Стокгольме с 6 по 15 июля 1924 года на Олимпийском стадионе. 
Турнир проводился по системе с выбыванием после двух поражений. Тот круг, в котором число оставшихся борцов становилось меньше или равно количеству призовых мест, объявлялся финальным, и борцы, вышедшие в финал, проводили встречи между собой. 
Схватка по регламенту турнира продолжалась 30 минут, по окончании 30-минутного раунда судьи могли назначить ещё 30-минутный раунд и так далее, без ограничения количества дополнительных раундов.
В годы, предшествующие олимпиаде, был проведён ряд турниров, которые назывались чемпионатами мира. Фаворитом турнира являлся финский борец Эмиль Вяре, который в 1911 году победил на четырёх таких турнирах, а в 1912 году стал чемпионом Европы. Но тем не менее, турнир в лёгком весе оказался самым напряжённым на олимпиаде и привлёк большое внимание публики, так как в весе были собраны сильные борцы, обладающие отменной техникой и физической силой. Эмилю Вярё удалось победить, одолев в часовой финальной встрече своего конкурента шведа Густафа Мальмстрёма. Третье место занял тоже шведский борец Эдвин Матиассон.

## Призовые места
- Эмиль Вяре
- Густаф Мальмстрём
- Эдвин Матиассон

## Первый круг
| Поражений | Участник 1        | Результат        | Участник 2           | Поражений |
| --------- | ----------------- | ---------------- | -------------------- | --------- |
| 0         | Йожеф Шандор      | Туше (29:00)     | Карл Йонсон          | 1         |
| 0         | Юхан Нильссон     | Туше (47:30)     | Людвиг Сауэрхофер    | 1         |
| 0         | Хербрандт Лофтхус | Туше (4:30)      | Раймонд Каба         | 1         |
| 0         | Эдвин Матиассон   | По очкам (30:00) | Андреас Думрауф      | 1         |
| 0         | Вольмар Викстрём  | Туше (8:00)      | Ойген Лезье          | 1         |
| 0         | Дежо Орош         | Туше (5:00)      | Рудольф Ридстрём     | 1         |
| 0         | Пауль Тиркконен   | Туше (12:00)     | Йозеф Стейскал       | 1         |
| 0         | Густаф Мальмстрём | Туше (31:00)     | Вихтори Урвикко      | 1         |
| 0         | Эрнё Маркус       | Туше (8:00)      | Артур Гоулд          | 1         |
| 0         | Фредерик Хансен   | Туше (34:00)     | Арпад Санто          | 1         |
| 0         | Виктор Фишер      | Туше (48:00)     | Торнбьорн Фриденлунд | 1         |
| 0         | Армас Латинен     | Туше (35:00)     | Готтфрид Свенссон    | 1         |
| 0         | Брор Флигар       | Туше (20:00)     | Карел Халик          | 1         |
| 0         | Эдён Радвань      | Туше (4:00)      | Август Киппасто      | 1         |
| 0         | Ян Балеж          | Туше (21:00)     | Уильям Рафф          | 1         |
| 0         | Ричард Фриденлунд | Туше (11:00)     | Уильям Луптон        | 1         |
| 0         | Альфред Салонен   | Туше (9:00)      | Жан Буффешуа         | 1         |
| 0         | Эмиль Вяре        | Туше (37:00)     | Георгий Бауманн      | 1         |
| 0         | Оскар Каплюр      | Туше (24:00)     | Уильям Хайс          | 1         |
| 0         | Алессандро Ковре  | По очкам (60:00) | Вилле Пуккила        | 1         |
| 0         | Тату Колемайнен   | Туше (12:00)     | Торвальд Олсен       | 1         |
| 0         | Аатами Тантту     | Туше (16:00)     | Берт Эйлебрехт       | 1         |
| 0         | Хьюго Бьорклунд   | Туше (14:00)     | Роберт Фелпс         | 1         |
| 0         | Карл Эрик Лунд    | Туше (14:00)     | Бруно Хекель         | 1         |

## Второй круг
| Поражений | Участник 1        | Результат        | Участник 2           | Поражений |
| --------- | ----------------- | ---------------- | -------------------- | --------- |
| 0         | Юхан Нильссон     | Туше (36:00)     | Йожеф Шандор         | 1         |
| 1         | Людвиг Сауэрхофер | Туше (5:00)      | Карл Йонсон          | 2         |
| 0         | Эдвин Матиассон   | Туше (37:00)     | Раймонд Каба         | 2         |
| 0         | Хербранд Лофтхус  | Туше (13:00)     | Андреас Думрауф      | 2         |
| 0         | Дежо Орош         | Туше (3:30)      | Ойген Лезье          | 2         |
| 0         | Вольмар Викстрём  | Туше (8:00)      | Рудольф Ридстрём     | 2         |
| 1         | Вихтори Урвикко   | Туше (4:00)      | Йозеф Стейскал       | 2         |
| 0         | Густаф Мальмстрём | По очкам (60:00) | Пауль Тиркконен      | 1         |
| 0         | Фредерик Хансен   | Туше (23:00)     | Эрнё Маркус          | 1         |
| 0         | Армас Латинен     | По очкам (60:00) | Виктор Фишер         | 1         |
| 1         | Готтфрид Свенссон | Неявка           | Торнбьорн Фриденлунд | 2         |
| 1         | Карел Халик       | Туше (43:00)     | Аугуст Киппасто      | 2         |
| 0         | Эдён Радвань      | Туше (17:00)     | Брор Флигар          | 1         |
| 0         | Ян Балеж          | Неявка           | Уильям Луптон        | 2         |
| 0         | Ричард Фриденлунд | Неявка           | Уильям Рафф          | 2         |
| 0         | Альфред Салонен   | Туше (4:00)      | Георгий Бауманн      | 2         |
| 0         | Эмиль Вяре        | Неявка           | Жан Буффешуа         | 2         |
| 0         | Оскар Каплюр      | Туше (5:00)      | Алессандро Ковре     | 1         |
| 0         | Вилле Пуккила     | Неявка           | Уильям Хайс          | 2         |
| 0         | Аатами Тантту     | Туше (13:00)     | Торвальд Олсен       | 2         |
| 0         | Тату Колемайнен   | Туше (13:00)     | Берт Эйлебрехт       | 2         |
| 0         | Карл Эрик Лунд    | Неявка           | Роберт Фелпс         | 2         |
| 1         | Бруно Хекель      | Туше (5:00)      | Хьюго Бьорклунд      | 1         |

## Третий круг
| Поражений | Участник 1        | Результат        | Участник 2        | Поражений |
| --------- | ----------------- | ---------------- | ----------------- | --------- |
| 1         | Людвиг Сауэрхофер | Туше (52:00)     | Йожеф Шандор      | 2         |
| 0         | Юхан Нильссон     | Туше (22:00)     | Хербранд Лофтхус  | 1         |
| 0         | Вольмар Викстрём  | Туше (10:00)     | Эдвин Матиассон   | 1         |
| 1         | Вихтори Урвикко   | Туше (54:00)     | Дежо Орош         | 1         |
| 0         | Густаф Мальмстрём | Туше (20:00)     | Эрнё Маркус       | 2         |
| 1         | Виктор Фишер      | Туше (24:00)     | Фредерик Хансен   | 1         |
| 0         | Армас Латинен     | Туше (5:00)      | Карел Халик       | 2         |
| 0         | Готтфрид Свенссон | По очкам (60:00) | Эдён Радвань      | 1         |
| 0         | Ян Балеж          | Туше (8:00)      | Ричард Фриденлунд | 1         |
| 0         | Оскар Каплюр      | По очкам (60:00) | Альфред Салонен   | 1         |
| 0         | Эмиль Вяре        | Туше (9:00)      | Алессандро Ковре  | 2         |
| 1         | Бруно Хекель      | Туше (16:00)     | Вилле Пуккила     | 1         |
| 0         | Тату Колемайнен   | Туше (45:00)     | Хьюго Бьорклунд   | 2         |
| 0         | Аатами Тантту     | По очкам (60:00) | Карл Эрик Лунд    | 1         |

## Четвёртый круг
| Поражений | Участник 1        | Результат                           | Участник 2        | Поражений |
| --------- | ----------------- | ----------------------------------- | ----------------- | --------- |
| 0         | Вольмар Викстрём  | Туше (24:00)                        | Юхан Нильссон     | 1         |
| 1         | Хербранд Лофтхус  | Отказ от продолжения (7:00)         | Людвиг Сауэрхофер | 2         |
| 1         | Эдвин Матиассон   | Туше (13:00)                        | Дежо Орош         | 2         |
| 1         | Фредерик Хансен   | Туше (34:00)                        | Вихтори Урвикко   | 2         |
| 0         | Густаф Мальмстрём | Туше (7:00)                         | Виктор Фишер      | 2         |
| 1         | Эдён Радвань      | Дисквалификация (12:00)             | Армас Латинен     | 1         |
| 0         | Ян Балеж          | Туше (16:00)                        | Готтфрид Свенссон | 1         |
| 1         | Альфред Салонен   | Туше (23:00)                        | Ричард Фриденлунд | 2         |
| 1         | Оскар Каплюр      | Дисквалификация обоих (пассивность) | Эмиль Вяре        | 1         |
| 1         | Карл Эрик Лунд    | По очкам (60:00)                    | Тату Колемайнен   | 1         |
| 1         | Бруно Хекель      | Туше (16:00)                        | Аатами Тантту     | 1         |

## Пятый круг
| Поражений | Участник 1        | Результат        | Участник 2       | Поражений |
| --------- | ----------------- | ---------------- | ---------------- | --------- |
| 1         | Юхан Нильссон     | По очкам (60:00) | Альфред Салонен  | 2         |
| 1         | Эдвин Матиассон   | Туше (9:00)      | Хербранд Лофтхус | 2         |
| 0         | Густаф Мальмстрём | По очкам (25:00) | Вольмар Викстрём | 1         |
| 1         | Эдён Радвань      | Туше (11:00)     | Фредерик Хансен  | 2         |
| 1         | Эмиль Вяре        | Туше (28:00)     | Ян Балеж         | 1         |
| 1         | Оскар Каплюр      | Неявка           | Армас Латинен    | 2         |
| 1         | Тату Колемайнен   | Туше (5:00)      | Бруно Хекель     | 2         |
| 1         | Карл Эрик Лунд    | Неявка           | Аатами Тантту    | 2         |

## Шестой круг
| Поражений | Участник 1      | Результат                           | Участник 2        | Поражений |
| --------- | --------------- | ----------------------------------- | ----------------- | --------- |
| 1         | Карл Эрик Лунд  | Туше (33:00)                        | Вольмар Викстрём  | 2         |
| 1         | Эдён Радвань    | Туше (17:00)                        | Юхан Нильссон     | 2         |
| 1         | Эдвин Матиассон | По очкам (60:00)                    | Ян Балеж          | 2         |
| 1         | Эмиль Вяре      | Туше (11:00)                        | Густаф Мальмстрём | 1         |
| 2         | Оскар Каплюр    | Дисквалификация обоих (пассивность) | Тату Колемайнен   | 2         |

## Седьмой круг
| Поражений | Участник 1        | Результат                           | Участник 2   | Поражений |
| --------- | ----------------- | ----------------------------------- | ------------ | --------- |
| 2         | Карл Эрик Лунд    | Дисквалификация обоих (пассивность) | Эдён Радвань | 2         |
| 1         | Эдвин Матиассон   | Пропускал                           |              |           |
| 1         | Густаф Мальмстрём | Пропускал                           |              |           |
| 1         | Эмиль Вяре        | Пропускал                           |              |           |

## Финальный круг 1
| Поражений | Участник 1        | Результат | Участник 2      | Поражений |
| --------- | ----------------- | --------- | --------------- | --------- |
|           | Густаф Мальмстрём | Туше      | Эдвин Матиассон |           |
|           | Эмиль Вяре        | Пропускал |                 |           |

## Финальный круг 2
| Поражений | Участник 1        | Результат | Участник 2      | Поражений |
| --------- | ----------------- | --------- | --------------- | --------- |
|           | Эмиль Вяре        | Туше      | Эдвин Матиассон |           |
|           | Густаф Мальмстрём | Пропускал |                 |           |

## Финальный круг 3
| Поражений | Участник 1 | Результат | Участник 2        | Поражений |
| --------- | ---------- | --------- | ----------------- | --------- |
|           | Эмиль Вяре | Туше      | Густаф Мальмстрём |           |